# فأر متغاير باراغاوني
فأر متغاير باراغاوني (الاسم العلمي: Heteromys oasicus) (بالإنجليزية: Paraguaná Spiny Pocket Mouse)‏ هو نوع من الحيوانات يتبع جنس الفأر المتغاير من فصيلة الفئران المتغايرة.